# Championnats d'Europe d'haltérophilie 2014
Navigation
Édition précédente Édition suivante
Les Championnats d'Europe d'haltérophilie 2014 ont eu lieu en Israël, à Tel Aviv du 3 avril 2014 au 13 avril 2014.

## Résultats détaillés

### Hommes

#### - de 56 kg
|             | Or                       | Or     | Argent                  | Argent | Bronze                  | Bronze |
| Arraché     | Florin Croitoru Roumanie | 122 kg | Josué Brachi Espagne    | 115 kg | Ismet Algul Turquie     | 115 kg |
| Épaulé-Jeté | Smbat Margaryan Arménie  | 147 kg | Oleg Sîrghi Moldavie    | 146 kg | Mirco Scarantino Italie | 143 kg |
| Total       | Florin Croitoru Roumanie | 259 kg | Mirco Scarantino Italie | 257 kg | Smbat Margaryan Arménie | 256 kg |

#### - de 62 kg
|             | Or                    | Or     | Argent                          | Argent | Bronze                          | Bronze |
| Arraché     | Ivaylo Filev Bulgarie | 136 kg | Bünyamin Sezer Turquie          | 135 kg | Stanislau Chadovic Biélorussie  | 135 kg |
| Épaulé-Jeté | Ivaylo Filev Bulgarie | 163 kg | Stoyan Enev Bulgarie            | 160 kg | Stanislau Chadovich Biélorussie | 158 kg |
| Total       | Ivaylo Filev Bulgarie | 299 kg | Stanislau Chadovich Biélorussie | 293 kg | Stoyan Enev Bulgarie            | 286 kg |

#### - de 69 kg
|             | Or               | Or     | Argent                  | Argent | Bronze                   | Bronze |
| Arraché     | Oleg Chen Russie | 151 kg | Serghei Cechir Moldavie | 143 kg | Feliks Khalibekov Russie | 143 kg |
| Épaulé-Jeté | Oleg Chen Russie | 176 kg | Vanik Avetisyan Arménie | 175 kg | Serghei Cechir Moldavie  | 172 kg |
| Total       | Oleg Chen Russie | 327 kg | Vanik Avetisyan Arménie | 315 kg | Serghei Cechir Moldavie  | 315 kg |

#### - de 77 kg
|             | Or                         | Or     | Argent                 | Argent | Bronze                 | Bronze |
| Arraché     | Tigran Martirosyan Arménie | 157 kg | Daniel Godelli Albanie | 157 kg | Erkand Qerimaj Albanie | 155 kg |
| Épaulé-Jeté | Erkand Qerimaj Albanie     | 194 kg | Daniel Godelli Albanie | 192 kg | Razmik Unanian Russie  | 192 kg |
| Total       | Erkand Qerimaj Albanie     | 349 kg | Daniel Godelli Albanie | 349 kg | Razmik Unanian Russie  | 344 kg |

#### - de 85 kg
|             | Or                   | Or     | Argent                    | Argent | Bronze                    | Bronze |
| Arraché     | Ivan Markov Bulgarie | 175 kg | Adam Maligov Russie       | 171 kg | Benjamin Hennequin France | 161 kg |
| Épaulé-Jeté | Ivan Markov Bulgarie | 210 kg | Benjamin Hennequin France | 206 kg | Adam Maligov Russie       | 202 kg |
| Total       | Ivan Markov Bulgarie | 385 kg | Adam Maligov Russie       | 373 kg | Benjamin Hennequin France | 367 kg |

#### - de 94 kg
|             | Or                       | Or     | Argent                    | Argent | Bronze                    | Bronze |
| Arraché     | Adrian Zieliński Pologne | 180 kg | Vasil Gospodinov Bulgarie | 174 kg | Redon Manushi France      | 170 kg |
| Épaulé-Jeté | Tomasz Zieliński Pologne | 210 kg | Adrian Zieliński Pologne  | 210 kg | Vasil Gospodinov Bulgarie | 205 kg |
| Total       | Adrian Zieliński Pologne | 390 kg | Tomasz Zieliński Pologne  | 380 kg | Vasil Gospodinov Bulgarie | 379 kg |

#### - de 105 kg
|             | Or                         | Or     | Argent                | Argent | Bronze                     | Bronze |
| Arraché     | Andrei Aramnau Biélorussie | 184 kg | Andrey Demanov Russie | 183 kg | Timur Naniev Russie        | 182 kg |
| Épaulé-Jeté | Timur Naniev Russie        | 222 kg | Andrey Demanov Russie | 222 kg | Arturs Plesnieks Lettonie  | 218 kg |
| Total       | Andrey Demanov Russie      | 405 kg | Timur Naniev Russie   | 404 kg | Andrei Aramnau Biélorussie | 396 kg |

#### + 105 kg
|             | Or                     | Or     | Argent                   | Argent | Bronze                  | Bronze |
| Arraché     | Aleksei Lovchev Russie | 205 kg | Marcin Dołęga Pologne    | 192 kg | Gennady Muratov Russie  | 191 kg |
| Épaulé-Jeté | Aleksei Lovchev Russie | 252 kg | Ruben Aleksanyan Arménie | 246 kg | Mart Seim Estonie       | 236 kg |
| Total       | Aleksei Lovchev Russie | 457 kg | Ruben Aleksanyan Arménie | 436 kg | Almir Velagic Allemagne | 423 kg |

### Femmes

#### - de 48 kg
|             | Or                    | Or     | Argent                    | Argent | Bronze                    | Bronze |
| Arraché     | Genny Pagliaro Italie | 82 kg  | Marzena Karpinska Pologne | 81 kg  | Iana Diachenko Ukraine    | 81 kg  |
| Épaulé-Jeté | Genny Pagliaro Italie | 98 kg  | Nurcan Taylan Turquie     | 96 kg  | Marzena Karpinska Pologne | 96 kg  |
| Total       | Genny Pagliaro Italie | 180 kg | Marzena Karpinska Pologne | 177 kg | Nurcan Taylan Turquie     | 175 kg |

#### - de 53 kg
|             | Or                      | Or     | Argent                  | Argent | Bronze                | Bronze |
| Arraché     | Iuliia Paratova Ukraine | 88 kg  | Manon Lorentz France    | 84 kg  | Maya Ivanova Bulgarie | 83 kg  |
| Épaulé-Jeté | Ayşegül Çoban Turquie   | 114 kg | Iuliia Paratova Ukraine | 106 kg | Maya Ivanova Bulgarie | 102 kg |
| Total       | Ayşegül Çoban Turquie   | 195 kg | Iuliia Paratova Ukraine | 194 kg | Maya Ivanova Bulgarie | 185 kg |

#### - de 58 kg
|             | Or                    | Or     | Argent                 | Argent | Bronze                | Bronze |
| Arraché     | Elena Shadrina Russie | 97 kg  | Loredana Toma Roumanie | 96 kg  | Mariia Lubina Russie  | 91 kg  |
| Épaulé-Jeté | Elena Shadrina Russie | 115 kg | Loredana Toma Roumanie | 115 kg | Zoe Smith Royaume-Uni | 114 kg |
| Total       | Elena Shadrina Russie | 212 kg | Loredana Toma Roumanie | 211 kg | Zoe Smith Royaume-Uni | 204 kg |

#### - de 63 kg
|             | Or                  | Or     | Argent                | Argent | Bronze                | Bronze |
| Arraché     | Tima Turieva Russie | 105 kg | Yuliya Kalina Ukraine | 103 kg | Nadezda Lomova Russie | 103 kg |
| Épaulé-Jeté | Tima Turieva Russie | 131 kg | Nadezda Lomova Russie | 130 kg | Yuliya Kalina Ukraine | 125 kg |
| Total       | Tima Turieva Russie | 236 kg | Nadezda Lomova Russie | 233 kg | Yuliya Kalina Ukraine | 228 kg |

#### - de 69 kg
|             | Or                           | Or     | Argent                  | Argent | Bronze                  | Bronze |
| Arraché     | Dzina Sazanavets Biélorussie | 115 kg | Madalina Molie Roumanie | 105 kg | Nadiya Myronyuk Ukraine | 104 kg |
| Épaulé-Jeté | Dzina Sazanavets Biélorussie | 130 kg | Milka Maneva Bulgarie   | 125 kg | Nadiya Myronyuk Ukraine | 123 kg |
| Total       | Dzina Sazanavets Biélorussie | 245 kg | Milka Maneva Bulgarie   | 228 kg | Nadiya Myronyuk Ukraine | 227 kg |

#### - de 75 kg
|             | Or                     | Or     | Argent                  | Argent | Bronze                    | Bronze |
| Arraché     | Lidia Valentin Espagne | 121 kg | Oxana Karpunenko Russie | 121 kg | Natalia Priscepa Moldavie | 102 kg |
| Épaulé-Jeté | Lidia Valentin Espagne | 147 kg | Oxana Karpunenko Russie | 143 kg | Ewa Mizdal Pologne        | 129 kg |
| Total       | Lidia Valentin Espagne | 268 kg | Oxana Karpunenko Russie | 264 kg | Ewa Mizdal Pologne        | 230 kg |

#### + 75 kg
|             | Or                       | Or     | Argent                  | Argent | Bronze                 | Bronze |
| Arraché     | Tatiana Kashirina Russie | 143 kg | Yulia Konovalova Russie | 115 kg | Andreea Aanei Roumanie | 111 kg |
| Épaulé-Jeté | Tatiana Kashirina Russie | 180 kg | Yulia Konovalova Russie | 150 kg | Andreea Aanei Roumanie | 138 kg |
| Total       | Tatiana Kashirina Russie | 323 kg | Yulia Konovalova Russie | 265 kg | Andreea Aanei Roumanie | 249 kg |